# Liste der Monuments historiques in Naives-Rosières
Die Liste der Monuments historiques in Naives-Rosières führt die Monuments historiques in der französischen Gemeinde Naives-Rosières auf.

## Liste der Immobilien
| Bezeichnung       | Beschreibung                               | Standort                                  | Kennzeichnung | Schutzstatus | Datum | Bild           |
| ----------------- | ------------------------------------------ | ----------------------------------------- | ------------- | ------------ | ----- | -------------- |
| Kirche St-Maurice | aus der zweite Hälfte des 15. Jahrhunderts | Naives-devant-Bar, rue de l’Église (Lage) | PA00106594    | Inscrit      | 1989  | weitere Bilder |

## Liste der Objekte
| Bezeichnung                                                                                        | Beschreibung                                                                                   | Standort                                            | Kennzeichnung | Schutzstatus | Datum | Bild |
| -------------------------------------------------------------------------------------------------- | ---------------------------------------------------------------------------------------------- | --------------------------------------------------- | ------------- | ------------ | ----- | ---- |
| Epitaph für Sébastien Gallois                                                                      | Kalkstein, bezeichnet 1613                                                                     | Naives-devant-Bar, in der Kirche St-Maurice (Lage)  | PM55002140    | Inscrit      | 1994  |      |
| Gemälde Kreuzigungsszene mit dem heiligen Sebastian, der heiligen Barbara und dem heiligen Eligius | Ölfarbe auf Holz, 16. Jahrhundert                                                              | Naives-devant-Bar, in der Kirche St-Maurice (Lage)  | PM55000444    | Classé       | 1905  |      |
| Tenebrae-Leuchter                                                                                  | Schmiedeeisen, um 1880                                                                         | Naives-devant-Bar, in der Kirche St-Maurice (Lage)  | PM55001348    | Classé       | 2000  |      |
| Kanzel                                                                                             | Eichenholz, 18. Jahrhundert                                                                    | Naives-devant-Bar, in der Kirche St-Maurice (Lage)  | PM55002145    | Inscrit      | 1995  |      |
| Reiterskulptur des heiligen Gangolph                                                               | Stein, farbig gefasst, 16. Jahrhundert                                                         | Naives-devant-Bar, in der Kirche St-Maurice (Lage)  | PM55000443    | Classé       | 1905  |      |
| Skulptur Schutzmantelmadonna                                                                       | Stein, farbig gefasst, 16. Jahrhundert                                                         | Naives-devant-Bar, in der Kirche St-Maurice (Lage)  | PM55000445    | Classé       | 1939  |      |
| Epitaph für Claude Chevalier und Marguerite Vayeur                                                 | mit Erwähnung einer Messstiftung; Kalkstein, bemalt, bezeichnet 1716                           | Naives-devant-Bar, in der Kirche St-Maurice (Lage)  | PM55002141    | Inscrit      | 1994  |      |
| Epitaph für Claude Mayrel                                                                          | Kalkstein, bezeichnet 1750                                                                     | Naives-devant-Bar, in der Kirche St-Maurice (Lage)  | PM55002142    | Inscrit      | 1994  |      |
| Epitaph für Marguerite Poupart                                                                     | Kalkstein, bezeichnet 1774                                                                     | Naives-devant-Bar, in der Kirche St-Maurice (Lage)  | PM55002143    | Inscrit      | 1994  |      |
| Palla                                                                                              | Seide,bestickt, 19. Jahrhundert; im Centre départemental d’art sacré in Saint-Mihiel deponiert | Naives-devant-Bar, in der Kirche St-Maurice (Lage)  | PM55002144    | Inscrit      | 1994  |      |
| Skulptur Heiliger Urban                                                                            | Holz, farbig gefasst, Ende des 16. Jahrhunderts                                                | Rosières-devant-Bar, in der Kirche St-Pierre (Lage) | PM55002262    | Inscrit      | 1980  |      |